# Robert Vollmöller

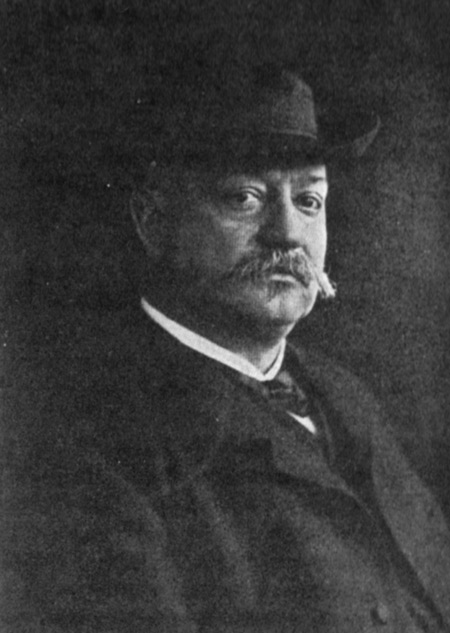
Robert Vollmöller

Robert Vollmöller (* 29. Oktober 1849 in Ilsfeld; † 28. Oktober 1911 in Stuttgart) war ein deutscher Kaufmann und Textilunternehmer, der die von Gustav Jäger propagierte Gesundheitswäsche herstellte.
Er war außerdem seit 1898 Eigentümer der Burg Hohenbeilstein in Beilstein und erbaute das Landhaus Lioba in Liebenzell, das später zum Grundstock des Missionshauses der Liebenzeller Mission wurde. Für seine Verdienste beim Wiederaufbau seiner Heimatgemeinde Ilsfeld nach dem Großbrand von 1904 wurde er 1906 dort zum Ehrenbürger ernannt und 2016 mit einem Straßennamen gewürdigt. 1910 wurde er zudem Ehrenbürger von Vaihingen, wo ebenfalls eine Straße nach ihm benannt ist.

## Biografie
Robert Vollmöller wurde als zweiter Sohn des Kaufmanns Rudolf Vollmöller (1818–1868) und der Sophie Dallinger geb. Lust (1807–1874) in Ilsfeld geboren. Er besuchte zunächst die Lateinschule in Lauffen am Neckar, kam dann jedoch infolge einer Hirnhautentzündung und anderer Gebrechen lediglich auf die Realschule und erlernte im elterlichen Betrieb den Kaufmannsberuf. Anschließend war er für verschiedene Handelshäuser in Heilbronn, Stuttgart und Freiburg im Breisgau tätig. Nach dem Tod des Vaters im Jahr 1868 übernahm er 1871 das elterliche Gemischtwarengeschäft in Ilsfeld und heiratete am 25. September 1873 Emilie Behr (1852–1894), die Tochter einer Kaufmannsfamilie aus Balingen.
Nachdem es ihm in seinem nur 2000 Einwohner zählenden Heimatort Ilsfeld nicht möglich war, den Betrieb zu vergrößern, trat er diesen an einen Schwager ab und übersiedelte nach Stuttgart, wo er in unmittelbarer Nachbarschaft zu dem Bankier Eduard Pfeiffer und dem Industriellen Robert Bosch lebte und gemeinsam mit seinem Schwager Gustav Behr einen Textilgroßhandel eröffnete. Wie auch sein Nachbar Robert Bosch wurde Vollmöller Anhänger der von Gustav Jäger propagierten Gesundheitswäsche. Vollmöller trennte sich von Gustav Behr, an dessen Stelle als Gesellschafter der ältere Bruder Karl Behr trat.
1881 übernahmen Vollmöller und Behr in Vaihingen bei Stuttgart die in finanzielle Schwierigkeiten geratene Trikotagenfabrik von Theodor Maier, die sie baulich und technisch erneuerten und vergrößerten. Die Fabrik wuchs rasch und hatte nach wenigen Jahren Zweigbetriebe in Herrenberg, Plieningen und Untertürkheim.
Vollmöller trennte sich 1888 von seinem Schwager Karl Behr und führte die Geschäfte künftig alleine. Der Betrieb in Untertürkheim ging nach längeren Streitigkeiten vorübergehend an Vollmöllers Sohn Rudolf (* 1874), der mit wechselnden Geschäftspartnern versuchte, dem Vater Konkurrenz zu machen. Nachdem Rudolf jedoch damit gescheitert war, kaufte Robert Vollmöller den Betrieb in Untertürkheim im Jahr 1901 zurück. Im selben Jahr nannte sich das Unternehmen Vereinigte Trikotagenfabriken AG. 1910 war Robert Vollmöller mit 3000 Mitarbeitern der größte Trikotagenhersteller der Welt.
Vollmöller zeichnete sich bei der Betriebsführung durch großes soziales Engagement aus. Für die Beschäftigten in Vaihingen entstanden 80 Familienwohnungen, das Emilienheim für ledige Mädchen, der Filderhof für das kaufmännische Personal sowie ein Kleinkinderpflegeheim. König Wilhelm II. ernannte Vollmöller zum Kommerzienrat.
In Liebenzell erwarb Vollmöller 1897 ein Gelände am Klosterbuckel und erbaute dort die Villa Lioba, die er nach der Nichte des Germanenmissionars Bonifatius benannte und die als Wohnsitz für den kränkelnden Sohn Hans gedacht war. Die Villa kam später an die China-Inland-Mission, aus der sich in Liebenzell dann die Liebenzeller Mission bildete.

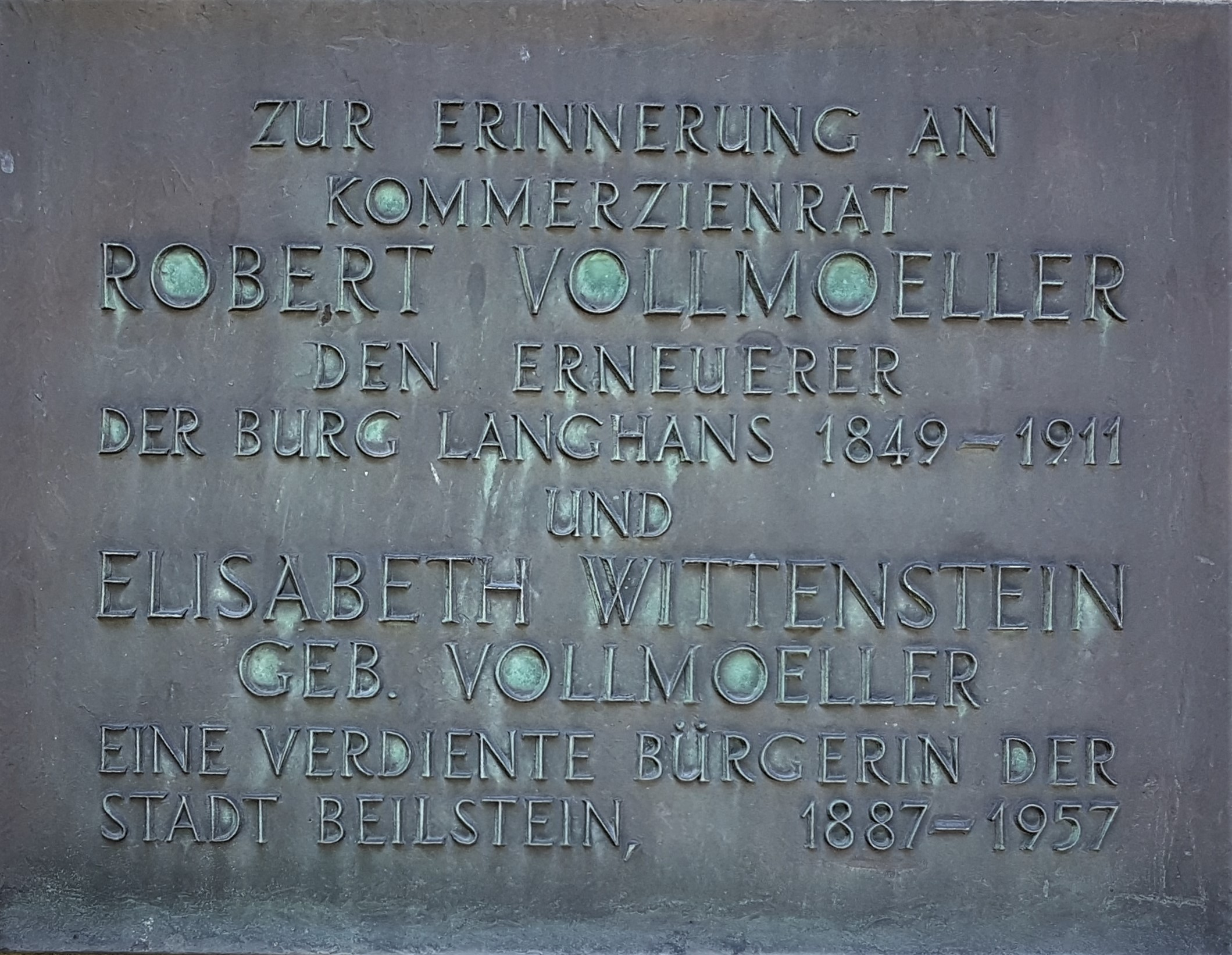
Gedenktafel auf Burg Hohenbeilstein

1898 erwarb Vollmöller die über Beilstein gelegene Burganlage Hohenbeilstein, die sich damals in ruinösem Zustand befand, und deren Wiederherstellung im Wesentlichen auf Vollmöller zurückgeht. Er erwarb zahlreiche Grundstücke am Burghang und ließ zunächst an der Stelle des alten Pfarrhauses der Magdalenenkirche ein Landhaus erbauen. 1905 erwarb er auch das alte Amtshaus, das 1906 bis 1908 nach Plänen von Albert Benz als herrschaftliche Villa zum Unteren Schloss ausgebaut wurde. Vollmöller hatte weitreichende Pläne zum Wiederaufbau der Burg Hohenbeilstein, wofür er auch Benz als Architekt vorgesehen hatte. Er gab ein Buch über die Geschichte der Burg Hohenbeilstein von August Holder heraus, das zahlreiche Fotos von der unterhalb der Burg gelegenen Villa enthielt und die Wiederaufbaupläne der Burg einem geschichtlich interessierten Publikum auch überregional bekannt machte.
Nachdem sich 1904 ein Großbrand in seiner Heimatgemeinde Ilsfeld ereignet hatte, stellte Vollmöller größere Mengen an Kleidung für Brandopfer zur Verfügung. Außerdem stiftete er die Holzkonstruktion einer Werkhalle, die in Ilsfeld als Notkirche aufgeschlagen wurde und dort bis 1965 bestand.
Seine weiteren Pläne in Beilstein konnte Vollmöller jedoch nicht mehr verwirklichen. Der vermögende Unternehmer hatte durch seine massiven Grundstücksaufkäufe die Missgunst der Beilsteiner auf sich gezogen, die nun Widerstand leisteten. 1908 ereignete sich ein Brandanschlag auf einige bereits rekonstruierte Gebäude der Burg Hohenbeilstein, im selben Jahr blieb Vollmöller der angestrebte Kauf der alten Magdalenenkirche zur Abrundung seines Besitzes am Burgberg verwehrt und auch sein Plan zur Ansiedlung einer Fabrik in Beilstein fand im Gemeinderat keine Zustimmung.
Vollmöller wurde 1906 gemeinsam mit seinem Bruder Karl Vollmöller und vier weiteren um den Wiederaufbau verdienten Personen zum Ehrenbürger von Ilsfeld ernannt, 1909 auch zum Ehrenbürger von Vaihingen. Im Frühjahr 1911 erlitt er mehrere Schlaganfälle und verstarb im Herbst desselben Jahres. Er wurde auf dem Stuttgarter Pragfriedhof beigesetzt.

### Kinder
Vollmöller hatte mit seiner Frau Emilie vier Söhne und fünf Töchter:
- Rudolf W. Vollmoeller (1874–1941), Unternehmer;[1]
- Anna (* 1875);[1]
- Mathilde Vollmoeller-Purrmann (1876–1943), Malerin[1]
- Karl Gustav Vollmoeller (1878–1948), Dichter, Filmautor und Unternehmer;[1]
- Marta[1] Müller, geb. Vollmöller (1883–1955), Anfang des 20. Jahrhunderts eine der ersten Abiturientinnen Württembergs und eine der vier ersten Studentinnen Tübingens;[3];
- Maria (* 1884);[1]
- Elisabeth[1] Wittenstein, geb. Vollmoeller (* 1887);
- Hans Robert Vollmöller (1889–1917), Flugzeugpionier und Pilot,[1] starb bei einem Testflug nahe Berlin;
- Kurt Vollmöller (1890–1936),[1]  Schriftsteller,[1] Antiquar und Bibliophiler.

Ein weiteres Kind starb kurz nach der Geburt.